# Diploide

As células diploides têm duas cópias homólogas de cada cromossoma e as haploides só uma.

Células diploides são aquelas cujos cromossomos se organizam em pares de cromossomos homólogos, e assim, para cada característica existem pelo menos dois genes, estando cada um deles localizado em um cromossomo homólogo. Diz-se que estas células possuem 2n cromossomos, onde n é o número de cromossomos característicos da espécie em causa, ou "número haploide"
No caso da espécie humana, n corresponde a 23 cromossomos por célula, pelo que as células somáticas possuem 2n, ou seja, 46 cromossomos. Quando ocorre a fecundação, os 23 cromossomos presentes no espermatozoide juntam-se com os 23 cromossomos presentes no óvulo, pelo que os 23 cromossomos do espermatozóide são homólogos aos 23 cromossomos do óvulo. As mulheres possuem o último par de cromossomos, o 23º, igual a x;x onde x é um tipo de cromossomo. Já os homens o possuem como x,y. São os cromossomos que definem o sexo, onde a junção do cromossomo X feminino com o cromossomo X masculino produz outro cromossomo feminino, e a junção do cromossomo X feminino com o cromossomo Y masculino produz um cromossomo masculino.